# 西神吉町岸
西神吉町岸（にしかんきちょうきし）は、兵庫県加古川市の地名である。郵便番号は675-0045。

## 地理
加古川市の西部、西神吉地区の南部に位置する。西に法華山谷川が流れているが、地内のほとんどの土地が住宅地または田である。
北に西神吉町辻、東に西神吉町大国、南東に東神吉町西井ノ口・米田町平津、南に高砂市神爪・阿弥陀町魚橋と隣接する。

## 沿革
- 1889年（明治22年）4月1日 - 町村制施行より、印南郡岸村が郡内の6村と合併して西神吉村が成立。旧岸村域は大字岸となる。
- 1956年（昭和31年）9月30日 - 西神吉村が加古川市に編入され、大字岸は西神吉町岸となる。

## 世帯数と人口
2022年（令和4年）3月1日現在の世帯数と人口は以下の通りである。
| 町丁       | 世帯数    | 人口    |
| ---------- | --------- | ------- |
| 西神吉町岸 | 1,856世帯 | 4,139人 |

## 小・中学校の学区
市立小・中学校に通う場合、学区は以下の通りとなる。
| !番地 | 小学校                 | 中学校               |
| ----- | ---------------------- | -------------------- |
| 一部  | 加古川市立西神吉小学校 | 加古川市立神吉中学校 |
| 一部  | 加古川市立川西小学校   | 加古川市立神吉中学校 |

## 交通
地内に鉄道は通っていないが、南に隣接する高砂市神爪にはJR神戸線の宝殿駅が置かれている。

### 道路
- 国道2号加古川バイパス
- 兵庫県道387号平荘魚橋線
- 兵庫県道388号飾東宝殿停車場線
- 兵庫県道515号小原宝殿停車場線

## 施設
- 加古川西神吉岸簡易郵便局
- 正岸寺 - 法師陰陽師の蘆屋道満の伝承を持つ。

## 祭り

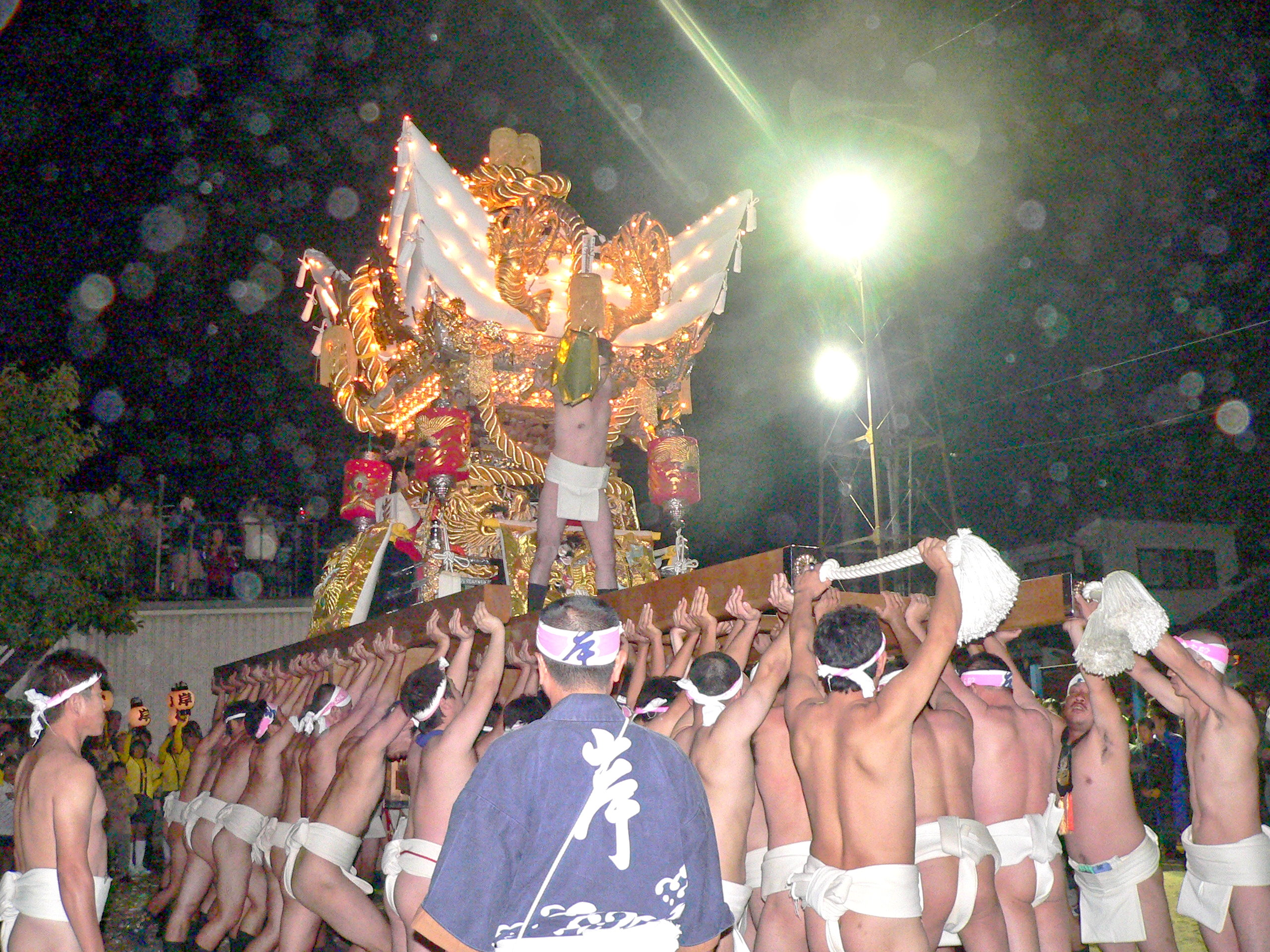
岸の屋台（ヤッサ）・岸第一公園にて撮影（2012年10月21日）

生石神社の氏子地域で秋祭りの時には曽根北之町から譲り受けたヤッサ（屋台）を担いで神社に向かう。なお、生石神社の氏子地域では唯一の反り布団屋根型屋台（曽根天満宮の氏子曽根北之町が起源の屋台様式）を持つ。